# Goniothalamus parallelivenius
Goniothalamus parallelivenius är en kirimojaväxtart som beskrevs av Henry Nicholas Ridley. Goniothalamus parallelivenius ingår i släktet Goniothalamus och familjen kirimojaväxter. Inga underarter finns listade i Catalogue of Life.